# 普拉茨維爾 (紐約州普查規定居民點)
普拉茨維爾（英語：Prattsville）是位於美國紐約州格林縣的普查規定居民點。

## 人口
根據2020年美國人口普查的數據，普拉茨維爾的面積為10.46平方千米，皆為陸地。當地共有人口384人，而人口密度為每平方千米36.71人。